# Джейн Смайлі
Джейн Смайлі (англ. Jane Smiley; нар. 26 вересня 1949) — американська письменниця. Здобула Пулітцерівську премію за художню книгу 1992 року за роман «Тисяча акрів» (1991).

## Життєпис
Смайлі народилася в Лос-Анджелесі, Каліфорнія, але виросла у Вебстер-Гроувз, штат Міссурі, передмісті Сент-Луїса, і закінчила громадську школу та школу Джона Берроуза. Здобула ступінь бакалавра з літератури у Вассар-коледжі (1971), потім здобула ступінь магістра (1975), магістра образотворчих мистецтв (1976) та ступінь доктора філософії (1978) в Університеті Айови. . Працюючи над докторським ступенем, також рік навчалась в Ісландії як стипендіатка Фулбрайта. З 1981 по 1996 рік була професоркою англійської мови в Університеті штату Айова, де викладала семінари з творчого письма для студентів та аспірантів. 1996 року переїхала до Каліфорнії. 2015 року повернулася до викладання творчого письма в Каліфорнійському університеті в Ріверсайді.

### Кар'єра
Смайлі опублікувала перший роман «Barn Blind» 1980 року та здобула премію О. Генрі 1985 року за оповідання «Лілі», яке було опубліковано в The Atlantic Monthly. Її бестселер «Тисяча акрів», оповідь за мотивами п'єси Вільяма Шекспіра «Король Лір», здобув Пулітцерівську премію за художню літературу 1992 року. 1997 року за ним зняли однойменний фільм. Повість «Епоха горя» лягла в основу екранізації фільму 2002 року «Таємне життя стоматологів». Есей «Фемінізм зустрічає вільний ринок» ввійшов до антології «Війни матусь» 2006 року, яку уклала письменниця Washington Post Леслі Морган Штайнер. Есей «Навіщо турбуватися?» з'явився в антології «Knitting Yarns: Writers on Knitting», яка вийшла у видавництві WW Norton &amp; Company 2013 року. «Тринадцять способів поглянути на роман» (2005) — це нехудожня медитація про історію та природу роману, певною мірою в традиціях основоположної праці Е. М. Форстер «Аспекти роману», і охоплює період від «Повісті про Ґендзі» японської авторки XI століття Мурасакі Сікібу до американської жіночої літератури XXI століття[джерело?].
2001 року Смайлі обрали членкинею Американської академії мистецтв і літератури. Вона брала участь у щорічному книжковому фестивалі Los Angeles Times, фестивалі в Челтнемі, Національному книжковому фестивалі, фестивалі літератури та мистецтв Hay та багатьох інших. 2006 року вона здобула премію PEN USA за життєві досягнення та головувала в журі престижної Міжнародної Букерівської премії 2009 року.
Джонатан Франзен, автор книжки «The Corrections» (2001), вважає книжку Смайлі «Ґренландці» дуже недооціненою та одним із найкращих творів сучасної американської художньої літератури.

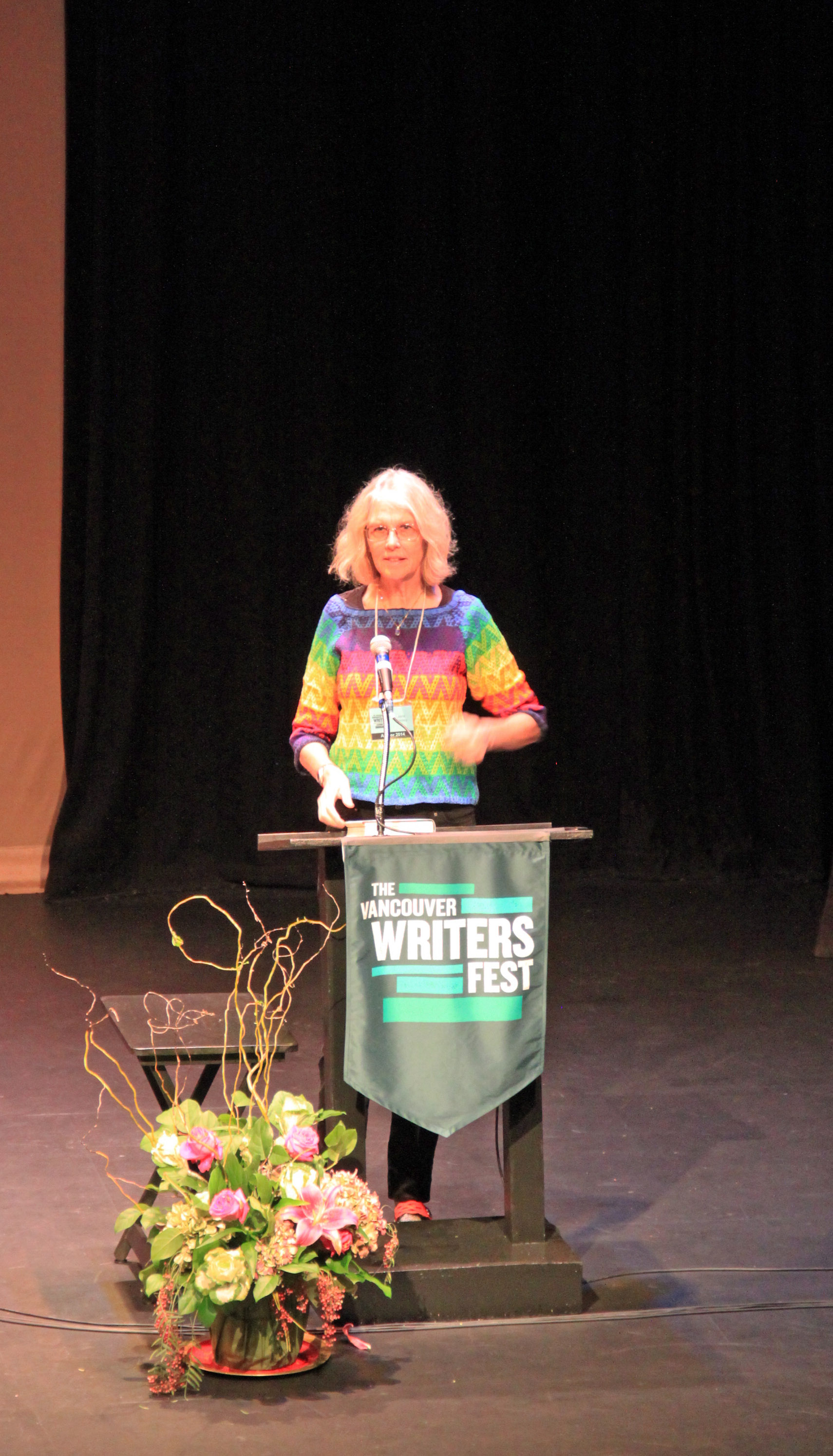
Джейн Смайлі виступає на фестивалі письменників у Ванкувері, присвяченому її роману 2014 року «Трохи везіння».

Потім Смайлі написала трилогію про родину з Айови упродовж поколінь. Перший роман трилогії, «Удача», вийшов 2014 року у видавництві Random House. Другий том вийшов навесні 2015 року, а третій — восени 2015 року.
«Рік на перегонах: Роздуми про коней, людей, кохання, гроші та удачу» Смайлі порівнюють із романом англійської авторки Джиллі Купер 2010 року «Стрибай!».

## Нагороди
Смайлі здобула Пулітцерівську премію за художню літературу 1992 року. 2006 року вона здобула премію Фіцджеральда за досягнення в американській літературі, яку щорічно вручають у Роквіллі, штат Мериленд, місті, де поховані Фіцджеральд, його дружина та дочка, в рамках літературного фестивалю Ф. Скотта Фіцджеральда.

## Твори

### Романи
- Barn Blind (1980)
- Біля воріт раю (1981)
- Дублікати ключів (1984)
- Гренландці (1988)
- Тисяча акрів (1991)
- Му (1995)
- Правдиві подорожі та пригоди Ліді Ньютон (1998)
- Кінський рай (2000)
- Добра віра (2003)
- Десять днів у горах (2007)
- Приватне життя (2010)
- Трохи удачі (2014)
- Раннє попередження (квітень 2015 р.)
- Золотий вік (20 жовтня 2015 р.)
- Перестройка в Парижі (2020)
- Небезпечна справа (2022)
- Щасливчик (2024)

### Збірки оповідань
- Вік горя (1987)
- Звичайна любов і добра воля (1989)

### Публіцистика
- Ремесла Кетскілла (1988)
- Чарльз Дікенс (2003)
- Рік на перегонах: Роздуми про коней, людей, кохання, гроші та удачу (2004)
- Тринадцять способів поглянути на роман (2005)
- Людина, яка винайшла комп'ютер (2010)

### Молодіжні романи
- The Georges and the Jewels (2009)
- A Good Horse (2010)
- True Blue (2011)
- Pie in the Sky (2012)
- Gee Whiz (2013)
- Riding Lessons (2018)
- Saddles and Secrets (2019)
- Taking the Reins (2020)

### Дитячі книжки
- Двадцять позіхань (2016)

## Переклади українською
2022 року у видавництві «Віват» вийшов український переклад роману «Перестройка в Парижі» під назвою «Заблукалі в Парижі». Перекладачка — Євгенія Канчура.